# Ecliptopera capitulata
Ecliptopera capitulata är en fjärilsart som beskrevs av Otto Staudinger 1847. Ecliptopera capitulata ingår i släktet Ecliptopera och familjen mätare. Inga underarter finns listade i Catalogue of Life.